# St. John's Water Dog

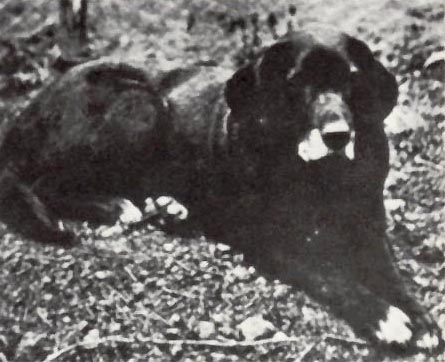
St. John's Water Dog

Il St. John's Water Dog, in italiano cane d'acqua di St. John, era un landrace, ovvero un tipo di cane venutosi a creare grazie alla combinazione tra l'isolamento geografico di soggetti di altre razze e l'uso che le popolazioni della zona ne facevano. Si sviluppò in Canada, nelle zone di Terranova e Labrador, distinguendosi dal cane di Terranova per dimensioni e uso. Solitamente presentava il mantello nero, macchie bianche sul petto e su almeno una delle zampe e il pelo corto, ma questo era soltanto il tipo più conosciuto, poteva essere anche tigrato, a pelo lungo, a pelo riccio e tutte queste varianti potevano presentare anche il mantello monocromatico. La sua funzione principale era il supporto durante l'attività di pesca, ma sappiamo di cani impiegati anche nel traino o nella guardia come riportato in diversi testi.

## Storia
Le attuali teorie più accreditate ci riportano al periodo di Enrico VII d'Inghilterra e dell'espansione marittima. Tra gli esploratori che si sono messi al servizio del sovrano vi fu il portoghese João Fernandes Lavrador che chiese e ottenne un permesso per creare un insediamento tra la Groenlandia e la Florida. Si ritiene che sia stato il primo ad avvistare la Groenlandia, infatti fino al 1570 il nome "Lavrador" era usato per indicare l'attuale Groenlandia. In seguito a nuove scoperte, questa denominazione ("Lavrador") fu spostata e comprese l'attuale provincia di Terranova e Labrador. "Lavrador" sta a indicare "laboratore", inteso come agricoltore, o in questo caso "proprietario terriero", nell'accezione di chi aveva il diritto di reclamare tasse, far lavorare la terra, ecc. Questa cooperazione tra portoghesi e inglesi probabilmente trova origini nell'accordo siglato nel 1353 tra Pietro I del Portogallo e Edoardo II d'Inghilterra, che permetteva ai pescatori di Porto e Lisbona di pescare il merluzzo in acque inglesi per cinquant'anni. João Fernandes Lavrador e altri, come Giovanni Caboto, Pêro de Barcelos, i fratelli Miguel e Gaspar Corte-Real e successivamente il padre, João Vaz Corte-Real (che era di per sé un rinomato personaggio dell'epoca nello scenario della navigazione), esplorarono la porzione nord del continente americano per gli interessi economici dell'Europa. L'Inghilterra arrestò l'espansione marittima in concomitanza con il periodo che vide scomparire Caboto, molto probabilmente a causa di una guerra dinastica e senz'altro per via del Trattato di Tordesillas, che permise al Portogallo di sfruttare quella rotta facendo leva sulla bolla papale di Papa Giulio II, con conseguente vantaggio economico, come documentato dalla tassa imposta da Manuele I del Portogallo sul merluzzo pescato in quelle acque. Queste tasse permisero a Don Manuel I di patrocinare la navigazione per gli interessi del Portogallo. 
Nel 1550 la costa di Terranova e Labrador era primariamente occupata dalle colonizzazioni portoghesi che svolgevano prevalentemente attività di pesca, le navi che trasportavano il pesce dalle coste canadesi verso l'Europa avevano l'abitudine di spostarsi con cani come supporto, oltre all'uso fatto a terra da parte dagli insediamenti di pesca. Nello specifico, il cane di Castro Laboreiro, il cane della Serra da Estrela e il cane d'acqua portoghese. L'utilità di questi cani era basata sulla loro selezione in origine, il cane d'acqua portoghese era un valido supporto per la pesca e la comunicazione tra le navi, il cane di Castro Laboreiro era un cane di dimensioni contenute ottimo per la guardia cosi come il cane della Serra da Estrela, che però vantava una stazza maggiore per affrontare al meglio i pericoli. 

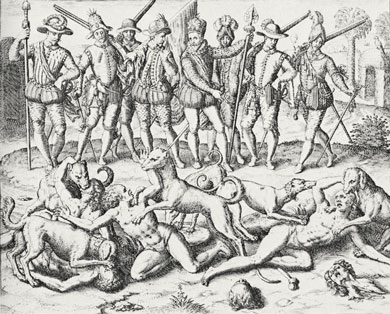
Vasco de Balboa (1475-1519), di Theodor de Bry (1528-1598)

Come ampiamente documentato da dipinti e disegni dell'epoca, il cane era un prezioso alleato dell'uomo nell'esplorazione delle terre selvagge, poteva fronteggiare la fauna sconosciuta o contrastare aborigeni con intenti ostili verso gli interessi dei navigatori europei. Possiamo presupporre che dopo il declino del Regno portoghese, scatenato dalla crisi dinastica instauratasi con la morte di Sebastiano I, il territorio e le postazioni di pesca, così come i cani, siano stati lasciati a loro stessi. Mentre il Portogallo perdeva potere e l'imponente flotta di pesca veniva reclutata per formare quella che venne chiamata l'Invincibile Armata, l'Inghilterra iniziò a manifestare interesse per le terre del nord. Intanto i cani che erano usati a terra probabilmente si sono accoppiati tra di loro dando origine a quello che poi, con il passare dei secoli, venne definito "cane d'acqua di St. John", "piccolo cane di Labrador", "piccolo Terranova", ecc., ovvero il soggetto che è alla base delle principali razze Retriever.